# Ćurkovica (Surdulica)
Pour les articles homonymes, voir Ćurkovica.
Ćurkovica (en serbe cyrillique : Ћурковица) est un village de Serbie situé dans la municipalité de Surdulica, district de Pčinja. Au recensement de 2011, il comptait 207 habitants.

## Démographie
| 1948 | 1953 | 1961 | 1971 | 1981 | 1991 | 2002 | 2011 |
| ---- | ---- | ---- | ---- | ---- | ---- | ---- | ---- |
| 227  | 397  | 452  | 546  | 448  | 286  | 261  | 207  |

|  |